# Sư đoàn 2, Quân đội nhân dân Việt Nam
Sư đoàn 2 Quảng - Đà, còn gọi là "Sư đoàn 2 Thép" thời chiến tranh Việt Nam là sư đoàn bộ binh cơ động nổi tiếng của Quân đội nhân dân Việt Nam. Được phong tặng danh hiệu anh hùng.

## Quá trình hình thành, phát triển

##### Bối cảnh
Giữa năm 1965 quân đội Hoa Kỳ đổ bộ vào Đà Nẵng và chạm trán với những đơn vị chủ lực đầu tiên của Quân giải phóng miền nam. Nhiều trung đoàn giải phóng quân thống nhất lại thành những sư đoàn hoàn chỉnh.

### Giai đoạn đầu
Sư đoàn 2 Quảng - Đà được thành lập ngày 20/10/1965 ở làng An Lâm, xã Phước Hà, huyện Tiên Phước, Quảng Nam trên cơ sở trung đoàn 1 ở Quảng Nam, Quảng Ngãi, trung đoàn 21 của miền Bắc và bổ sung thêm tiểu đoàn 70 bộ binh, tiểu đoàn 12 pháo cối, tiểu đoàn 14 súng máy phòng không,... Sư đoàn trưởng đầu tiên là Nguyễn Năng, sư đoàn phó đầu tiên là Lê Hữu Trữ, chính ủy đầu tiên là Nguyễn Minh Đức.
Trung đoàn 1 (trung đoàn Ba Gia) thành lập năm 1963 từ những cơ sở của E108 (đại đoàn 305 cũ) cùng lực lượng vũ trang Quảng - Đà. Sau chiến thắng Ba Gia, tên này được đặt cho trung đoàn 1. Trung đoàn là trụ cột đội hình Sư đoàn 2 trong cả cuộc chiến.
Trung đoàn 21 thành lập tháng 4/1965 với hầu hết lính Hải Hưng và Hà Bắc, hành quân vào nam tháng 7/1965 rồi tham gia thành lập Sư đoàn 2. Trong chiến tranh, trung đoàn 21 được biên chế thêm những cán bộ, chiến sĩ người địa phuơng gốc từ Quảng-Đà đến Phú-Khánh.
Sau một thời gian chiến đấu, Sư đoàn 2 nhận thêm trung đoàn 31 (nguyên là trung đoàn 64 sư đoàn 320) vào năm 1966.
Sư đoàn 2 đã giao chiến với quân đội Hoa Kỳ, Việt Nam Cộng hòa và cả quân đồng minh, tham gia tấn công xuân Mậu Thân 1968.

### Giai đoạn sau
Do những khó khăn về tiếp tế, Sư đoàn 3 bị giải thể tạm thời, các thành phần được chia về tỉnh Bình Định và Quân Khu 5. Một số trung đoàn thành phần được thuyên chuyển qua lại giữa Sư đoàn 2 và QK5.
Năm 1970, Sư đoàn 2 rút sang Lào củng cố và chiến đấu ở đó. Nguyễn Chơn được cử làm sư đoàn trưởng và được phong anh hùng quân đội khi đảm nhiệm cương vị này. F2 đã tham gia Chiến dịch Đường 9 - Nam Lào năm 1971. Thời gian sau, sư đoàn mạnh lên và về lại chiến trường Tây Nguyên. Trung đoàn 141 của Sư đoàn 312 hành quân vào nam thay thế cho Trung đoàn 21 từ năm 1970. Từ tháng 6/1971 đến 6/1973, Trung đoàn 21 rời Sư đoàn 2, tăng cường đội hình cho Sư đoàn 3.
Năm 1972, Sư đoàn 2 được tăng cường Trung đoàn 52 (trung đoàn Tây Tiến) tham gia chiến dịch Tây Nguyên. Trung đoàn đã có một số thắng lợi hạn chế, nhưng lực lượng tổn thất khá nặng và tạm ngừng hoạt động.
Sau 1973, Trung đoàn 141 rời Sư đoàn 2 để di chuyển sâu vào Bình Định tăng cường cho đội hình Sư đoàn 3 Sao Vàng, còn Trung đoàn 31 về lại Sư đoàn 2 từ tháng 6/1973.
Sau đó, đến lượt Trung đoàn 36 Sư đoàn 308 vào khu 5 tăng cường cho mặt trận. Trước đó, vào năm 1969 trung đoàn này tạm giải tán rồi tập trung lại vào tháng 10/1974, tăng cường cho Sư đoàn 2
Sau năm 1973, Sư đoàn 2 có thể đứng vững chắc trên địa bàn miền trung. Các đơn vị pháo thống nhất thành trung đoàn pháo binh 368 tháng 10/1974 thuộc đội hình Sư đoàn 2. Năm 1975, Sư đoàn 2 với đội hình gồm các trung đoàn bộ binh 1, 31, 36, 38 tiến công Nông Sơn - Thượng Đức rồi tạm phối thuộc cho Quân đoàn 3. Khi Quân đoàn 3 hành quân xuống Nam Bộ, Sư đoàn 2 ở lại Quân khu 5.
Năm 1978, Sư đoàn 2 được điều động sang chiến trường Campuchia tiêu diệt quân đội Khmer Đỏ. Khi đang đóng quân ở Campuchia, năm 1984 đại tá sư đoàn trưởng Trương Hồng Anh hy sinh do xe vướng mìn.

### Biên chế hiện nay
Hiện nay Sư đoàn 2 đóng ở An Khê, Gia Lai thuộc quân khu 5 Quân đội nhân dân Việt Nam. Biên chế hiện nay gồm các trung đoàn bộ binh và công pháo.

##### Trung đoàn 1 (đoàn Ba Gia)
Được thành lập ngày 20 tháng 11 năm 1963, có đội chỉ huy là những người lính Việt Minh của đoàn 108 trong thời Pháp. Lực lượng ban đầu do Lê Hữu Trữ làm trung đoàn trưởng có gồm tiểu đoàn 40, 60, 90 và 1 tiểu đoàn tập kết trở về miền nam, hoạt động chống lại Quân lực Việt Nam Cộng hòa cho đến khi Quân lực Hoa Kỳ đổ bộ. Sau trận Ba Gia, E1 được tăng cường tiểu đoàn 45 hỏa lực. Sau trận Vạn Tường, 3 tiểu đoàn 40, 60, 90 và hỏa lực trợ chiến rút khỏi vùng Quảng - Đà, tiểu đoàn còn lại di chuyển xuống phía nam tăng cường cho sư 3 Sao Vàng. Trung đoàn tiếp tục chiến đấu với Hoa Kỳ & QLVNCH trong suốt 4 năm 1965-1968.
Năm 1969, do tổn thất quá nặng nên toàn lực lượng rút sang Lào. Trung đoàn được tổ chức lại với các tiểu đoàn 1, 2, 3. Đơn vị tham gia chiến dịch Đường 9 - Nam Lào. Chiến dịch toàn thắng, E1 cùng cả sư đoàn quay lại chiến trường Tây Nguyên, tham gia chiến dịch 1972.

##### Trung đoàn 95
Đoàn Mang Yang (tên thường gọi của Trung đoàn Bộ binh 95) tiền thân là chi đội giải phóng quân Nguyễn Thiện Thuật được thành lập vào ngày 23 tháng 8 năm 1945 tại thị xã Quảng Trị (tỉnh Quảng Trị), theo bản Quân lệnh số 02 của UBND cách mạng lâm thời tỉnh Quảng Trị.
Ngày 19 tháng 9 năm 1945, Chi đội Giải phóng quân đổi tên thành Chi đội Thiện Thuật. Tháng 5 năm 1946 chấp hành Sắc lệnh số 71 của Chính phủ về tổ chức Quân đội quốc gia Việt Nam, Chi đội Thiện Thuật đổi tên thành Trung đoàn Thiện Thuật.
Cuối năm 1947 để đáp ứng với yêu cầu của cuộc kháng chiến chống Pháp, Phân khu Bình-Trị-Thiên (trực thuộc Quân khu 4) được thành lập, Trung đoàn Thiện Thuật được đổi tên thành Trung đoàn 95.
         Thời gian đầu thành lập, Trung đoàn gặp nhiều khó khăn, nhất là về tổ chức biên chế, vũ khí trang bị. Nhưng được sự quan tâm lãnh đạo, chỉ đạo của cấp trên, bằng ý chí kiên cường, dũng cảm, không ngại hy sinh gian khổ, cả Trung đoàn hành quân vào trận với tinh thần quyết chiến, quyết thắng. Từ đầu năm 1947 đến năm 1953, Trung đoàn liên tục nhận nhiệm vụ chiến đấu tiến công địch ở Mặt trận Bình -Trị -Thiên với nhiều hình thức chiến đấu sáng tạo, như công đồn, tập kích, phục kích đánh cắt giao thông… Với tinh thần dũng mãnh, mưu trí, sáng tạo, Trung đoàn càng đánh càng mạnh, càng đánh càng trưởng thành. Các trận đánh lớn như đánh trả cuộc tấn công của địch ở Khe Sanh - Rào Quán, Cam Lộ - Đông Hà, trận đánh căn cứ Ưu Điềm - Thừa Thiên Huế, Lương Mai - Quảng Trị…, đã mãi mãi làm cho tên núi, tên sông gắn liền với các chiến công hiển hách của Trung đoàn. Cuối năm 1953, Trung đoàn được lệnh thần tốc hành quân tham gia chiến đấu giải phóng tỉnh Hà Nam. Đầu năm 1954, Trung đoàn được lệnh phối hợp với các lực lượng khác tham gia chiến đấu ở chiến trường Điện Biên Phủ, góp phần làm nên chiến thắng Điện Biên Phủ lừng lẫy năm châu, chấn động địa cầu, đánh bại hoàn toàn quân Pháp xâm lược ở Đông Dương.
         Trong suốt 9 năm kháng chiến chống Pháp, từ Chi đội Giải phóng quân, Chi đội Thiện Thuật, đến Trung đoàn Thiện Thuật, Trung đoàn 95, dù tác chiến độc lập hay trong đội hình của Đại đoàn 325, cán bộ, chiến sĩ Trung đoàn luôn phát huy bản chất cách mạng, chiến đấu dũng cảm, kiên cường, gắn bó máu thịt với nhân dân và lập nên nhiều chiến công xuất sắc, hoàn thành xuất sắc mọi nhiệm vụ được giao xây đắp nên truyền thống “Đoàn kết – Kiên cường – Thần tốc – Táo bạo – Quyết thắng”.
          Cuộc kháng chiến chống Pháp của nhân dân ta thắng lợi nhưng niềm vui chưa trọn vẹn thì đế quốc Mỹ hất cẳng thực dân Pháp, ngang nhiên phá hoại hiệp định Giơ ne vơ, dựng lên chế độ bù nhìn tay sai Ngô Đình Diệm, âm mưu biến miền Nam nước ta thành thuộc địa kiểu mới của chúng.
Sau năm 1954, Trung đoàn về đứng chân ở Tây tỉnh Nghệ An, làm nhiệm vụ xây dựng và huấn luyện. Do yêu cầu của nước bạn Lào, đầu năm 1961, Trung đoàn được lệnh hành quân cấp tốc sang chiến đấu giúp bạn với tinh thần: “Có lệnh là đi, đã đi là đến, đã đến là đánh thắng ngay trận đầu”. Được sự giúp đỡ của lực lượng vũ trang và nhân dân các bộ tộc Lào, từ năm 1961 đến năm 1964, Trung đoàn đã 2 lần sang chiến đấu trên đất bạn, bằng những trận đánh táo bạo, bất ngờ, đã tiến công tiêu diệt, bắt sống tù binh, làm tan rã 2 Tiểu đoàn quân Ngụy Lào, hoàn thành nhiệm vụ, bàn giao địa bàn cho bạn, hành quân về nước sẵn sàng nhận nhiệm vụ mới.
Năm 1964, trước nguy cơ chế độ nguỵ quyền Sài gòn sụp đổ, Mỹ trực tiếp đưa quân vào xâm lược Miền Nam. Đáp lời kêu gọi của Trung ương Đảng, Bác Hồ: “Dù có phải đốt cháy cả dãy Trường Sơn, nhân dân ta vẫn quyết tâm đánh thắng giặc Mỹ xâm lược”. Nhân dân cả nước bước vào cuộc chiến đấu mới với tinh thần “Không có gì quý hơn độc lập tự do”. Hoà chung khí thế đó, cuối năm 1965, Trung đoàn trong đội hình Sư đoàn 325, được lệnh lên đường vào Nam chiến đấu. Với khẩu hiệu: “Tất cả vì Miền Nam ruột thịt”, sau hơn một tháng vượt Trường Sơn, Trung đoàn đến địa bàn tác chiến Tây Thừa Thiên. Nhiệm vụ của Trung đoàn lúc này là tiến công tiêu diệt địch ở Đồn A Sầu, tạo điều kiện cho lực lượng vũ trang và nhân dân địa phương chiến đấu mở rộng vùng giải phóng. Được cấp trên tin tưởng, nhân dân giúp đỡ, chiến đấu trên quê hương đất mẹ Trị – Thiên, cả Trung đoàn vào trận với ý chí “Quyết tâm đánh thắng giặc Mỹ xâm lược”.  Sau 3 ngày đêm chiến đấu anh dũng, Trung đoàn đã chiếm được đồn A Sầu, tiêu diệt 510 tên, bắt sống 190 tên, thu toàn bộ vũ khí trang bị. Đây là trận đầu đánh quân Mỹ, Nguỵ, Trung đoàn đã giành thắng lợi lớn góp phần giải phóng Tây Thừa Thiên.
         Sau chiến thắng A Sầu, Trung đoàn được lệnh vào Tây Nguyên chiến đấu, là Trung đoàn độc lập thuộc mặt trận B3 Tây Nguyên. Cả Trung đoàn lưu luyến chia tay đất mẹ kiên cường để đến với Tây nguyên hùng vĩ, nơi căn cứ cách mạng của Liên khu 5. Sau nhiều ngày đêm băng rừng, vượt suối, dưới mưa bom, bão đạn của quân thù. Đầu tháng 6 năm 1966, Trung đoàn đến vùng Đắc Tô, Tân Cảnh, Tỉnh Kon Tum và bước vào tham gia chiến dịch chống càn quét của Sư đoàn 25 – “Tia chớp nhiệt đới” Mỹ. Trung đoàn được lệnh tập kích quân Mỹ ở bãi “Đinamô”, phía Bắc sông Ia Đrăng. Sau 2 ngày chiến đấu, Trung đoàn đã tiêu diệt 1 đại đội và 7 xe tăng, góp phần bẻ gãy cuộc hành quân lấn chiếm của Mỹ, bảo vệ vững chắc vùng giải phóng. Đây là trận đầu ở Tây Nguyên, cũng là trận đầu đọ sức với đối tượng tác chiến là toàn bộ quân Mỹ.
Phát huy kết quả trận đầu thắng Mỹ, suốt 10 năm chiến đấu trên chiến trường Tây Nguyên, Trung đoàn tham gia hầu hết các chiến dịch quan trọng và có ý nghĩa chiến lược, vừa đánh địch phân tán nhỏ lẻ, đánh vào vùng sau lưng địch và tham gia xây dựng chính quyền cách mạng, trong đó điển hình là các trận đánh cắt giao thông dài ngày trên đường 14 (đoạn Chư Thoi, Chư Rệt năm 1972); đường 19 (đèo Mang Yang năm 1968; đoạn Mang Yang – Lệ Trung trong chiến dịch Tây Nguyên tháng 3 năm 1975); diệt hàng ngàn tên, bắn cháy và phá huỷ hàng ngàn xe quân sự, hàng chục máy bay; biến những địa danh này thành nỗi kinh hoàng đối với quân địch. Trong các trận đánh đó tiêu biểu là trận đánh giao thông trên đường 14 được cấp trên và nhân dân đặt tên “Cánh cửa thép Chư Thoi”, với 60 ngày đêm chiến đấu đã đánh bại các lực lượng phản kích, tạo thế cho Chiến dịch Đắc Tô – Tân Cảnh 1972; Thắng lợi trận đánh giao thông đèo Măng Yang trên đường 19 tháng 01/1968 của Đại đội 7/dBB2 và Đại đội 16 ĐKZ, Trung đoàn đã tiêu diệt 69 xe quân sự, bắn rơi 1 máy bay trực thăng diệt 120 tên địch và tiếp tục tiêu diệt 1 đại đội đổ bộ đường không đến ứng cứu. Trận đánh cắt đường chiến lược 19 đoạn từ Gia Trung đến đèo Mang Yang tạo thế cho Chiến dịch Tây Nguyên, Trung đoàn đã tiến công tiêu diệt hoàn toàn căn cứ A Zun, có 1 Tiểu đoàn Bảo an, 1 đại đội pháo binh 155, 1 chi đội thiết giáp M113 Ngụy; đồng thời, chốt giữ mục tiêu trọng yếu này và liên tục chiến đấu, ngăn chặn tiêu diệt địch từ Plây Ku phản kích xuống, cùng với Sư đoàn 3 siết chặt thòng lọng trên cổ địch để vừa tạo thế, vừa nghi binh chiến lược cho cấp trên thực hiện ý định giải phóng Thị xã Buôn Ma Thuột, buộc Quân đoàn 2 Ngụy phải rút chạy theo đường số 7, để quân ta tiêu diệt và làm tan rã hoàn toàn Quân đoàn 2, Quân khu 2 của địch, giải phóng hoàn toàn Tây Nguyên.
         Sau khi hoàn thành nhiệm vụ cắt đường 19, trong Chiến dịch Tây Nguyên tháng 3/1975, Trung đoàn tham gia giải phóng thị xã Plây Ku. Sau đó được lệnh hành quân vào Bình Thuận làm lực lượng dự bị cho Chiến dịch Hồ Chí Minh. Nhưng, do tình hình nhiệm vụ thay đổi, Trung đoàn được lệnh tham gia giải phóng quần đảo Trường Sa. Sau khi hoàn thành tốt nhiệm vụ góp phần giải phóng quần đảo Trường Sa, Trung đoàn được lệnh cơ động về lại Tây Nguyên nhận nhiệm vụ mới.
Mười năm chiến đấu trên chiến trường Tây Nguyên ác liệt, đã xuất hiện nhiều tấm gương chiến đấu xuất sắc. Đó là, chiến sỹ trung liên Hà Văn Nay, bụng đói vẫn chiến đấu đến viên đạn cuối cùng, rồi dùng dao xông lên chém chết 2 tên Mỹ; đó là đồng chí Ninh Xuân Trường, chiến sĩ đại đội Công binh, một biểu tượng sáng ngời về lòng quả cảm, trong khi đơn vị bị hoả lực xe tăng địch ngăn chặn, chẳng một chút do dự đồng chí đã quyết định ôm bộc phá lao thẳng vào tiêu diệt xe tăng địch, chặn đứng đoàn xe của chúng, tạo điều kiện cho đơn vị tiêu diệt hoàn toàn quân địch. Đặc biệt là đồng chí Lê Đức Nhuận, thiếu uý, phó Đại đội trưởng - Đại đội 9, Tiểu đoàn BB3 (nay là Tiểu đoàn 9), luôn là một cán bộ chỉ huy suất sắc, chiến đấu dũng cảm, táo bạo, sử dụng nhiều loại vũ khí tiêu diệt nhiều xe tăng và bộ binh địch; đồng chí đã anh dũng hy sinh, xứng đáng với phần thưởng cao quý mà Đảng và Nhà nước phong tặng: “Anh hùng LLVTND”. Tên tuổi và hành động chiến đấu dũng cảm của các anh mãi mãi là tấm gương sáng để các thế hệ cán bộ, chiến sỹ mai sau của Trung đoàn noi theo.
         Từ những chiến công và những thành tích xuất sắc của Trung đoàn trong cuộc kháng chiến chống Mỹ cứu nước, ngày 12/9/1975, Trung đoàn được Đảng và Nhà nước tuyên dương danh hiệu Đơn vị anh hùng LLVTND.
         Sau đại thắng mùa xuân 1975, Trung đoàn tách khỏi đội hình Sư đoàn 10, Quân đoàn 3 chuyển về trực thuộc Quân khu 5, trở lại Tây nguyên, đóng quân ở An Khê, Gia Lai, thực hiện nhiệm vụ SSCĐ, xây dựng kinh tế và tham gia truy quét Phul-Rô; Từ năm 1975 đến năm 1977, Trung đoàn cùng với lực lượng vũ trang địa phương tiêu diệt, bắt sống và gọi hàng hàng trăm tên Phul-Rô, góp phần đem lại sự bình yên cho vùng đất Tây Nguyên giàu đẹp. Tháng 6/1977, tình hình biên giới phía tây nam diễn biến phức tạp, Trung đoàn được lệnh chuyển lên Đức Cơ, Gia Lai làm nhiệm vụ chiến đấu bảo vệ biên giới. Với truyền thống và kinh nghiệm trong chống Mỹ và truy quét bọn Phul-Rô, đã tạo được niềm tin và thắp sáng quyết tâm người chiến sĩ Trung đoàn bước vào trận chiến đấu mới. Trung đoàn đã liên tục chủ động tiến công tiêu diệt, ngăn chặn quân địch lấn chiếm biên giới nước ta trên toàn tuyến Gia Lai, Kon Tum, tạo thế cho cấp trên thực hiện nhiệm vụ quốc tế cao cả là giúp bạn Campuchia đánh đổ chế độ diệt chủng Pôn Pốt. Ngày 30/7/1978, Sư đoàn 307 của Quân khu 5 được thành lập, Trung đoàn 95 đã trở thành Trung đoàn chủ công của Sư đoàn 307. Ngày 28/12/1978, Trung đoàn được tăng cường một tiểu đoàn xe tăng và một số đơn vị binh chủng, có nhiệm vụ thọc sâu theo đường 19 cùng với các đơn vị bạn tiêu diệt quân địch từ Pô Keo, Bung Lung, Lam Phát, STung Cheng, Tà Ben… Giải phóng toàn bộ vùng Đông Bắc Campuchia. Sau khi hoàn thành nhiệm vụ, Trung đoàn tiếp tục giúp bạn truy quét đánh địch trong nội địa, triệt phá các căn cứ lõm; phòng ngự giữ biên giới và cùng các đơn vị bạn tiến công tiêu diệt các căn cứ của địch dọc biên giới Campuchia với Thái Lan và làm công tác vận động quần chúng, xây dựng lực lượng cách mạng cho bạn. Hơn 11 năm làm nhiệm vụ quốc tế giúp bạn ở Campuchia, cán bộ chiến sĩ của Trung đoàn đã trải qua nhiều khó khăn, gian khổ, hy sinh, nhưng đã làm nên nhiều chiến thắng vang dội, như: Phòng ngự kiên cường trên chùa Prétvihia, tiến công tiêu diệt địch ở các cao điểm 547, căn cứ 677, 428, 612, Xanmêca…
Trong thực hiện nhiệm vụ quốc tế ở Campuchia, đã xuất hiện nhiều tập thể, cá nhân, nhiều tấm gương điển hình, như tập thể cán bộ, chiến sĩ Tiểu đoàn BB1 (nay là Tiểu đoàn BB7) và các đơn vị trực thuộc đã kiên cường phòng ngự bảo vệ ngôi đền cổ Prétvihia, Tiểu đoàn BB3 (nay là Tiểu đoàn 9) liên tục đảm nhiệm trên hướng tiến công chủ yếu của Trung đoàn, như đồng chí Nguyễn Phải, Tiểu đội trưởng đã dũng cảm trong chiến đấu, thiện nghệ trong khắc phục vật cản của địch và dùng vũ khí địch tiêu diệt địch, có lúc tiểu đội hi sinh và bị thương gần hết, một mình đồng chí đã sử dụng nhiều loại vũ khí chiến đấu kiên cường bảo vệ chốt, bảo vệ đồng đội bị thương, chờ lực lượng phía sau lên tiếp viện. Đặc biệt là đồng chí Hà Minh Thám từ khi là phó Đại đội trưởng về Chính trị đến Phó Trung đoàn trưởng Chính trị, luôn dũng cảm trong chiến đấu, hết lòng vì đồng chí đồng đội, thật sự là trung tâm đoàn kết, động viên anh em cùng chiến đấu lập công tập thể, được Đảng và Nhà nước tuyên dương danh hiệu AHLLVTND. Các anh mãi mãi là tấm gương sáng cho các thế hệ mai sau học tập và noi theo. Với những thành tích xuất sắc của mình, Đặc biệt là trong thực hiện nhiệm vụ quốc tế, truy quét quân ngụy, Phulrô ngày 25/01/1983 Trung đoàn được Đảng và Nhà nước tuyên dương danh hiệu Anh hùng LLVTND lần thứ 2.
Kết thúc cuộc kháng chiến giải phóng dân tộc và làm nhiệm vụ quốc tế cao cả, Trung đoàn đã tiêu diệt 47.504 tên địch, bắt sống 1.793 tên, loại khỏi vòng chiến đấu 13.750 tên, phá hủy 1.300 xe tăng, xe bọc thép, 4.750 xe quân sự, bắn rơi 162 máy bay, phá hủy 99 khẩu pháo, thu giữ 13.750 súng các loại...
Đến năm 1993, theo yêu cầu nhiệm vụ, Trung đoàn được lệnh chuyển lên đóng quân tại đèo Hà Lan (xã Bình Thuận, thị xã Buôn Hồ), làm nhiệm vụ huấn luyện, sẵn sàng cơ động chiến đấu. Đứng chân trên địa bàn Tây Nguyên, là nơi có vị trí chiến lược đặc biệt quan trọng. Ngoài 2 lần được phong tặng danh hiệu Anh hùng lực lượng vũ trang nhân dân, Trung đoàn còn được Đảng và Nhà nước tặng thưởng Huân chương Chiến công hạng Nhất trong thời kỳ đổi mới.

#### Các đơn vị khác
- Tiểu đoàn pháo binh.
- Tiểu đoàn cối.
- Tiểu đoàn phòng không.
- Tiểu đoàn công binh.
- Tiểu đoàn thông tin.
- Tiểu đoàn tăng thiết giáp

## Lãnh đạo hiện nay
Sư đoàn trưởng: Thượng tá Nguyễn  Trường Sinh
Chính ủy: Đại tá Lê Sỹ Hùng. 
Phó Sư đoàn trưởng TMT : Thượng tá
Nguyễn Long Võng (Sinh năm 1988, là con trai Trung tướng Nguyễn Long Cáng). Là Phó Sư đoàn trưởng trẻ nhất toàn quân.
Phó Sư đoàn trưởng: Thượng tá Bùi Đăng Long 
Phó Sư Đoàn Trưởng : Thượng tá Thái Duy Tuấn  
Phó Chính ủy: Đại tá Võ Duy Điền

## Chỉ huy và Lãnh đạo qua các thời kỳ[1]

### Sư đoàn trưởng
2002 - 2003: Thượng tướng Lê Chiêm.
2004 - 2007: Trung tướng Nguyễn Long Cáng.
2010 - 2012: Trung tướng Trương Đức Nghĩa
2012 - 2014: Trung tướng Thái Đại Ngọc.
2014-8.2016: Thiếu tướng Tống Phú
8.2016-9.2019: Thiếu tướng Nguyễn Quốc Hương
9.2019-10.2022: Đại tá Huỳnh Đôn
10.2022-3.2024: Đại tá Nguyễn Tấn Ý
3.2024-nay: Thượng tá Nguyễn Trường Sinh